# Армянская икона Божией Матери
Армянская икона Божией Матери — чудотворная икона Богородицы из армянской церкви Святого Николая в Каменце-Подольском. По одной из легенд, написана в X веке. С 1920-х годов считалась утерянной, с 2001 года ряд исследователей отождествляют с ней икону Богоматери Одигитрии XVI века, находящуюся в Национальном музее искусств имени Богдана и Варвары Ханенко. Почиталась представителями всех христианских конфессий Каменца-Подольского. Является одной из наиболее почитаемых реликвий духовного наследия армян Украины.

## История
По свидетельству Евфимия Сецинского (1895), «некоторые относят икону к X веку». Вслед за Иосифом Ролле (1869), Сецинский сообщает, что икона попала в Каменец из Севастополя (Херсонеса) около 1380 года. По сведениям Григоряна (1980), икона, по мнению некоторых, была привезена из города Ани, а другие считали, что она куплена в Крыму армянами-переселенцами.
Согласно одному из преданий, во время одного из турецких набегов на Каменец-Подольский икона была похищена и вывезена в Македонию, где в одной из турецких семей служила доской, на которой месили тесто. Каменецкие купцы-армяне, бывшие в Македонии по торговым делам, выкупили её и возвратили в родной храм. По всей вероятности, в основе этого предания лежат реальные события, имевшие место в те времена

### «Одиссея» 1672—1700
Сецинский (1895) подробно излагает многолетнюю «одиссею» иконы в XVII веке, начавшуюся и закончившуюся в Каменце-Подольском. «По завоевании Каменца турками (1672), икона некоторое время оставалась в городе, так как турки позволили армянам жить в городе, дали им один храм для совершения богослужений, и на первых порах даже весьма благосклонно относились к ним. Но затем скоро турки стали притеснять армян, вымогали у них разными средствами деньги, особенно терпели притеснения армянские монахини — девотки. Вследствие этого многие армяне, в том числе и девотки, были вынуждены оставить город. Уходя из города осенью 1672 года, девотки, с разрешения турецкого начальства, взяли с собой главную святыню армян — образ Божией Матери. Армянский караван каменецких выходцев направился на юго-восток через Бессарабию к Чёрному морю. После месячного путешествия они достигли моря, здесь наняли три корабля и направились в Армению. Во время пути поднялась сильная буря, один корабль утонул, и только два, на одном из которых была икона, пристали к турецким берегам, к городу Сизополю. В этом городе пробыли армяне зиму и весну 1673 года, а затем перешли в Македонию. Здесь в одном селении они остались на житье, построили даже небольшую церковь, но тоска по родине не давала им покоя, и странники в 1675 году двинулись на север и через Бухарест пришли в Станиславов, оттуда во Львов. Между прибывшими во Львов армянами были только три девочки из тех, что оставили Каменец; остальные или умерли во время странствования, или оставили монашеский обет. Во Львов была привезена и святая икона Богородицы и здесь уже оставалась во все время господства турок в Подолье. Наконец после освобождения Каменца от турок, икона была торжественно привезена в Каменец 22 мая 1700 года и временно помещена в каплице св. Стефана, устроенной наскоро в колокольне Николаевской армянской церкви, так как сама церковь стояла в развалинах.».
В изложении Григоряна (1980), путешествие началось в 1673 году, а закончилось в 1700 или 1701. Каменец покинул караван армян, состоявший из 600 человек, среди них знатные купцы Сеферы, Буддаговичи, Вардановичи, Миссыровичи, Аваговичи, а также 14 каменецких монахинь, которые несли с собой известную икону Богоматери. Другая группа армян направилась в Адрианополь. После долгих скитаний каменецкие армяне достигли Львова. В 1682 г. туда прибыл и каменецкий армянин Каспер Бутахович, привезший с собой икону Богоматери.

### 1700—1920-е
По приведении в порядок Благовещенского храма, икона была перенесена туда и находилась там, пока не был возобновлен Николаевский храм, в который она была перенесена в 1767 году. С 1767 года до 1920-х гг. икона постоянно находилась в Николаевской армянской церкви. В начале 1920-х годов во время разграбления храма икона была украдена и до наших дней она считалась утраченной. Григорян сообщает, что, «согласно дошедшим до нас устным сведениям, икона была увезена в Харьков, после чего её следы затерялись».
| |                                                                                            |
| Армянский храм Благовещения Пресвятой Девы (впоследствии — православная Николаевская церковь), где с начала XVIII в. до 1767 г. находилась ИБМА | Армяно-католическая церковь (костел) св. Николая, где с 1767 по 1920-е гг. находилась ИБМА |

### С 2001 года (икона Богоматери Одигитрии XVI века)

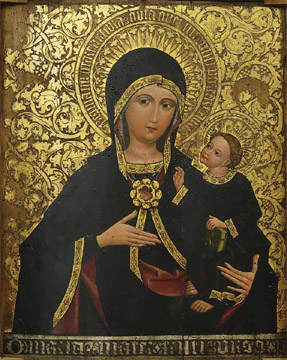
Икона Богоматери Одигитрии XVI века, которую ряд исследователей отождествляют с Армянской иконой Божией Матери

В каталоге 2001 года польский исследователь Яцек Хжонщевски написал, что он провёл собственное расследование и обнаружил Армянскую икону Божией Матери в Киевском музеe западного и восточного искусства. По его данным, туда икона попала из музея города Ровно. Однако источник информации автора неизвестен. В самом музее икона атрибутирована как работа чешской школы, и никаких сведений о ней как об армянской сотрудники не имели. В Ровненском краеведческом музее о ней тоже ничего неизвестно: по их данным, после войны из музея вообще ни одна икона не передавалась в Киев.
Икона «Богоматерь Одигитрия» была передана в Киевский музей западного и восточного искусства 25 ноября 1942 года из фондов Всеукраинского музейного городка, существовавшего тогда на территории Киево-Печерской лавры.
Аргументами для идентификации иконы служат как сохранившаяся в документации Национального Киево-Печерского историко-культурного заповедника учётная запись 1936/37 годов, свидетельствующая о поступлении иконы из Каменца-Подольского, так и дореволюционный снимок (цинкография) иконы Божией Матери из армянского храма. Тем не менее, по мнению музея, икона из коллекции Национального музея требует дальнейших исследований, как в вопросе её окончательной идентификации, так и в аспекте места и времени её происхождения, а также принадлежности мастера-иконописца к той или иной школе живописи.
27 июня 2012 в Национальном музее искусств имени Богдана и Варвары Ханенко состоялась презентация иконы XVI века «Богоматерь Одигитрия». Презентация была приурочена ко Дню Армянской иконы Божией Матери. На короткое время в экспозиции были представлены отреставрированная икона и результаты связанных с ней научных исследований: результаты технической экспертизы, история иконы, поступившей в музей в 1942 году, особенности её иконографии и значение расшифрованных надписей.

## Почитание
Согласно преданию, икона неоднократно спасала город от захватчиков, показываясь в пламени на оградах, и почиталась горожанами всех христианских конфессий как покровительница.
День Армянской иконы Божией Матери — 27 июня — установлен, по свидетельству историков, 27 июня 1791 года в день освящения отстроенной армянской церкви Святого Николая в Каменце-Подольском.

## Описание

### Историческая икона
Икона, по М. Бжишкяну (1830), «вся покрыта серебром, кроме прекрасного, лучезарного лица, и в лучах над головой есть надпись золотыми письменами, которую до сих пор никто не сумел прочесть. Некоторые уподобляют их иудейским буквам, а другие — иным».
Согласно Сецинскому (1895), икона «писана на доске; живописный стиль иконы восточный. Голова Богоматери покрыта чёрной повязкой, и вся риза такого же цвета. Богомладенец, покоящийся на левой руке Богоматери, правой рукой благословляет; пальцы этой руки сложены так, как складывают православные для совершения крестного знамения. На иконе серебряная риза, украшенная драгоценными камнями и разными „вотумами“».

### Икона Богоматери Одигитрии XVI в.
Яцек Хжонщевски относит икону к типу Одигитрии Малопольской, используемому в Краковской мастерской Мастера Семьи Марии (подобную икону, по его словам, можно увидеть в Рихвалдзе недалеко от Живца) и датирует её создание концом XV — началом XVI века. Согласно музейной атрибуции это работа неизвестного мастера чешской школы XVI века.

## Анализ надписей
И на цинкографии, и на иконе XVI в. мы видим фон с надписями, сделанными стилизированной под готику латынью «Царица небесная радуйся, аллилуйя, потому что ты заслужила носить Этого, аллилуйя…», под иконой «О, Мария, мать Христа, Дева». В связи с этими надписями Ирина Гаюк формулирует вопрос: «Почему, откуда и как в армянской церкви обряда Св. Григория Просветителя, подчиняющейся Св. Эчмиадзину, то есть в церкви традиционной — Апостольской, а не Армяно-католической (униатской), в XVI веке появляется икона восточноевропейской школы с латинскими надписями католической молитвы? Возможно, такой вид иконы является результатом позднейших переписываний (информации об этом на сегодня нет). Ведь если это действительно икона XV — начала XVI века, она не должна быть католической, в любом случае хотя бы надписи на ней должны были быть на армянском языке, а не на латыни, поскольку унию Армянская Церковь на Украине приняла только в 1630 году». Отталкиваясь от легенды о происхождении иконы из Крыма в XIV веке, Гаюк анализирует историю армяно-католиков и приходит к выводу, что не вызывает никаких сомнений не только существование в Крыму в XIV—XV веках армяно-католиков (униатов), но и наличие у них монастырей, игравших в то время роль культурно-просветительных и художественных центров. Это объясняет возможность появления у армянских колонистов иконы западного — католического — типа. Однако даже при этих условиях ей представляется довольно сомнительным, чтобы такая икона была написана в Крыму, где армяне едва ли не дольше всех на Украине сохраняли традиции знаменитой древнеармянской миниатюры. Кроме этого (Гаюк исходит здесь из тождественности двух икон), икона Богоматери Одигитрии датируется XVI веком, когда Крым захватили турки (в 1475 г. пала Каффа), что привело к временному упадку армянских колоний, а католические центры на какое-то время почти полностью прекратили свою деятельность.